# گووچ‌چی (امیرداغ)
گووچ‌چی (به ترکی استانبولی: Güveççi) یک منطقهٔ مسکونی در ترکیه است که در امیرداغ واقع شده‌است.